# Roubaix, une lumière
Pour plus de détails, voir Fiche technique et Distribution.
Roubaix, une lumière est un film français réalisé par Arnaud Desplechin, sorti en 2019. Il est présenté en compétition officielle lors du festival de Cannes 2019. L'histoire est inspirée d'un fait divers survenu en 2002, tel que montré dans le documentaire Roubaix, commissariat central de Mosco Boucault.
Nommé dans sept catégories lors des César 2020, le film en remporte un, Roschdy Zem recevant le trophée du meilleur acteur.

## Synopsis
Un jeune policier, Louis, qui cherche à faire ses preuves malgré les doutes qui l'assaillent, arrive au commissariat central de Roubaix, dirigé par Daoud, homme au tempérament calme. D'origine nord-africaine, Daoud a grandi dans cette ville qu'il connaît parfaitement, mais il a perdu tout contact avec ses proches, y compris un neveu emprisonné qui refuse de le voir. 
Les affaires se succèdent. Daoud entend ainsi un homme qui accuse des apprentis djihadistes de l'avoir attaqué, mais comprend tout de suite que l'homme ment afin, probablement, d'obtenir le paiement d'une assurance. Il confie à un policier une enquête sur un viol commis dans le métro. Il retrouve par lui-même une jeune mineure qui a quitté ses parents, l'écoute et réussit à la convaincre de les revoir au moins une fois. Enfin, une passion pour les chevaux rapproche le commissaire et le jeune policier Louis.
Le jour de Noël, Louis se rend sur les lieux d'un incendie survenu dans une maison d'une courée. Il interroge des voisines, Claude et Marie, deux jeunes femmes vivant ensemble, qui refusent de parler dans un premier temps, par peur, disent-elles, des représailles. Finalement elles viennent au commissariat et disent reconnaître deux jeunes gens sur des photographies. L'enquête ne donne toutefois rien : les jeunes gens en accusent un autre, mais tous ont des alibis. 
Le cadavre d'une vieille dame, étranglée sur son lit, est retrouvé dans une autre maison de la courée. Allant sur les lieux avec Louis, le commissaire Daoud suspecte vite les deux voisines d'avoir commis ce crime. 
Claude montre au commissaire des objets volés chez la vieille dame par Marie, qui nie pourtant être allée dans la maison. Plus tard au commissariat, Daoud obtient peu à peu des aveux de Marie, qui explique que le meurtre a été conçu par Claude et exécuté en commun, le motif étant de voler ce qui pouvait l'être dans la maison de la vieille dame. Claude admet progressivement avoir participé au vol, puis au meurtre, tout en cherchant à limiter sa responsabilité grâce à la domination psychologique qu'elle exerce sur Marie, qui est amoureuse d'elle. Une reconstitution sur les lieux du crime permet toutefois d'achever de démonter ses arguments. Les jeunes femmes sont envoyées toutes deux en prison.

## Fiche technique
- Titre original : Roubaix, une lumière
- Titre anglais : Oh Mercy!
- Réalisation : Arnaud Desplechin[2]
- Scénario : Arnaud Desplechin et Léa Mysius, d'après le documentaire de Mosco Boucault
- Musique : Grégoire Hetzel
- Photographie : Irina Lubtchansky
- Son : Nicolas Cantin
- Montage : Laurence Briaud
- Décors : Toma Baquéni
- Costumes : Nathalie Raoul
- Production : Pascal Caucheteux, Olivier Père et Grégoire Sorlat
- Sociétés de production : Why Not Productions, Arte France Cinéma, avec la participation de Canal+ et de Ciné+, en association avec six SOFICA
- Sociétés de distribution : Le Pacte (France), Wild Bunch (ventes internationales)
- Pays d'origine :  France
- Langue originale : français
- Genres : drame, policier, thriller
- Format : couleurs - 1,85:1 - Dolby Digital
- Durée : 119 minutes
- Dates de sortie :
  - France : 22 mai 2019 (Festival de Cannes) ; 21 août 2019 (sortie nationale)
  - Suisse romande : 21 août 2019
  - Québec : 27 mars 2020

## Distribution
- Roschdy Zem : commissaire Yacoub Daoud
- Léa Seydoux : Claude, une marginale
- Sara Forestier : Marie Carpentier
- Antoine Reinartz : Louis Cotterelle
- Chloé Simoneau : Judith
- Betty Cartoux : De Kayser
- Jérémy Brunet : Aubin
- Stéphane Duquenoy : Benoît
- Philippe Duquesne : Dos Santos
- Anthony Salamone : Kovalki
- Ilyes Bensalem : Farid Mokhtar
- Abdellatif Sedegui : M. Hami, le père
- Sylvie Moreaux : Mme Duhamel, la mère
- Diya Chalaoui : Fatia Belkacem, la copine
- Bouzid Bouhdida : Alaouane, l'oncle
- Maïssa Taleb : Soufia Duhamel-Hami

## Production

### Écriture du scénario
Premier polar du réalisateur, l'écriture du scénario s'inspire d'un fait divers survenu à Roubaix en mai 2002 : l'assassinat d’une dame âgée, dans une courée (qui se trouve être dénommée cour Desplechin)  donnant sur la rue Franklin du quartier du Pile, par un couple de jeunes filles toxicomanes, et les stupéfiantes confessions faites par celles-ci face caméra dans le documentaire Roubaix, commissariat central de Mosco Boucault,,. Le film reste très proche du documentaire dans la description des événements, des personnages – considérant qu'ils sont « des collections de solitude. Ce sont trois héros marginaux, exclus de la société » – les dialogues, même si certains détails et des personnages de policiers ont été transformés. L'une de ses sources d'inspiration est le film Le Faux Coupable d'Alfred Hitchcock, auquel Arnaud Desplechin voue une grande admiration, par la brutalité du fait divers représenté par Hitchcock.
Comme l'indique le générique de fin, le film est « dirigé » par Arnaud Desplechin, qui veut ainsi souligner que son travail, dans un film aussi lié au réel, porte essentiellement sur la mise en scène. Il considère ainsi les propos des deux jeunes femmes, que l’on entend dans le documentaire en 2008, comme un « matériel sacré », un « texte » à interpréter.
Avant le début du tournage, les petits-enfants de la victime, Micheline Demesmaeker, demandent au réalisateur de les recevoir afin de lever leurs inquiétudes sur l'image que le film donnera de leur grand-mère et le portrait qui sera dressé des meurtrières. En 2003, Yves Baudrin, un auteur lillois de polars, avait publié Dangereuse Courée s'attachant à ce meurtre, ce qui provoqua une polémique avec la famille de la victime ; l'auteur avait rappelé « son droit à la fiction ».

### Tournage
Le tournage du film débute en novembre 2018 à Roubaix (dans un commissariat factice reconstitué dans la CPAM de la ville), à l'Hôtel Mercure, ainsi qu'à Marcq-en-Barœul (à l'hippodrome des Flandres). Il dure sept semaines jusqu'au 20 décembre 2018,.

## Accueil

### Critique
Pour la revue Les Inrocks, qui qualifie le film de « somptueux polar social [...] entre drame social stylisé et film d'enquête », l'œuvre de Desplechin « creuse dans les âmes humaines, ni trop bonnes, ni trop mauvaises, menacées par un déterminisme social implacable ». Sur la même ligne, Libération souligne la qualité cinématographique « pure » de ce film qui « réintègre [le] cinéma au social y compris comme genre cinématographique », et y a vu particulièrement le rôle donné par le réalisateur à la police et la loi qui sont là pour « met[tre] des mots sur les choses, [...] verbaliser » au sens premier, notamment dans les scènes d'interrogatoires, « comme peu de films l'ont montré ». Pour La Croix également, Arnaud Desplechin « se confronte pour la première fois au réel et signe un film puissant sur la culpabilité et la pitié, dans lequel Léa Seydoux et Sara Forestier sont impressionnantes », notamment dans les scènes de « grande intensité » des interrogatoires.
En France, le film obtient une note moyenne de 3,7⁄5 sur le site Allociné, qui recense 37 titres de presse.

### Box-office
Lors de la première semaine de sa sortie française, Roubaix, une lumière réunit 114 773 spectateurs, ce qui constitue un bon démarrage pour ce type de film. Au cours de son exploitation, le film réalise au total 393 132 entrées en France ainsi que 9 800 entrées en Italie et 7 600 entrées en Suisse.

## Récompenses  et distinctions

### Récompenses
- Festival international du film francophone de Namur 2019 : Bayard d'or du meilleur film
- Prix Jacques-Deray 2020
- Prix Lumières de la presse internationale 2020 : Meilleur acteur pour Roschdy Zem
- Prix du film le plus dérangeant dans la catégorie « Ramdam international » au Tournai Ramdam Festival 2020
- César 2020 : Meilleur acteur pour Roschdy Zem[20]

### Nominations
- César 2020 : 
  - Meilleur film
  - Meilleure réalisation
  - Meilleure actrice dans un second rôle pour Sara Forestier
  - Meilleure adaptation
  - Meilleure photographie
  - Meilleure musique originale

### Sélections
- Festival de Cannes 2019 : compétition officielle[21]

## Sortie vidéo
Le film sort en DVD/Blu-ray le 3 janvier 2020, édité par Le Pacte. Le disque comprend simplement une bande-annonce du film et un entretien entre Arnaud Desplechin et Jean-Christophe Ferrari.